# Горіх Кракатук
«Горіх Кракатук» («Орех Кракатук») — радянський телефільм 1977 року, знятий режисером Леонідом Квініхідзе на Творчому об'єднанні «Екран».

## Сюжет
Музичний відеофільм за мотивами казки Ернеста Теодора Амадея Гофмана «Лускунчик та Мишиний король». З дівчинкою Машею в ніч перед Новим роком трапляється щось чудове та страшне. Вона потрапить у казкове ялинкове королівство, де зустріне Короля і Королеву, в яких впізнає батька і мачуху, у гущавині ховаються злісні та підступні щури. Вона дізнається про те, що раз на рік новорічної ночі тут дозріває чарівний горіх Кракатук, який може виконати найпотаємніше бажання. А ще Маша зустріне у цьому казковому лісі негарного і нещасного Лускунчика, зуміє звільнити його від злих чарів.

## У ролях
- Ірина Понаровська — Фея Часу
- Маріс Лієпа — Мишиний Король (вокал Михайло Боярський)
- Зиновій Гердт — Майстер-годинникар
- Ія Нінідзе — дівчинка Маша
- Володимир Шубарін — Лускунчик (вокал Ігор Іванов)
- Тамара Квасова — роль другого плану
- Андрій Іванов — брат Маші
- Роман Ширман — Король / Гість
- Валентина Гуревич
- Олена Ванке — Гостя
- Василь Пруниця — роль другого плану
- Лідія Мельникова — роль другого плану
- Тетяна Розова — епізод

## Знімальна група
- Режисер — Леонід Квініхідзе
- Сценаристи — Леонід Квініхідзе, Володимир Уфлянд
- Оператор — Марат Ларін
- Композитор — Віктор Лебедєв
- Художник — Ярослав Добринін